# Miss Vietnam 2022
Miss Vietnam 2022 fue la 18.ª edición de Miss Vietnam. Se llevó a cabo el 23 de diciembre de 2022 en el estadio cubierto Phu Tho, Ciudad Ho Chi Minh, Vietnam. Al final del evento, Đỗ Thị Hà, Miss Vietnam 2020, coronó a Huỳnh Thị Thanh Thủy como su sucesora.

## Resultados
Colores clave
- Declarada como la ganadora en un concurso Internacional.
- Terminó como finalista en un concurso internacional.
- Terminó como semifinalista o cuartofinalista en un concurso internacional.
- No clasificó.

| Posiciones        | Candidata | Concurso internacional     | Posición alcanzada |
| ----------------- | --- | -------------------------- | ------------------ |
| Miss Vietnam 2022 | - 005 - Huỳnh Thị Thanh Thủy | Miss Internacional 2024    | Ganadora           |
| Primera finalista | - 146 - Trịnh Thùy Linh |                            |                    |
| Segunda finalista | - 166 - Lê Nguyễn Ngọc Hằng | Miss Intercontinental 2023 | Segunda finalista  |
| Top 5             | - 122 - Nguyễn Ngọc Mai - 177 - Hoàng Hương Giang |                            |                    |
| Top 10            | - 088 - Đinh Khánh Hòa - 114 - Phạm Giáng My - 216 - Trần Thị Bé Quyên - 252 - Trần Lê Mai Chi - 378 - Phan Phương Oanh |                            |                    |
| Top 20            | - 010 - Bùi Thảo Linh - 093 - Nguyễn Phương Anh - 101 - Phạm Thị Hồng Thắm - 106 - Nguyễn Thu Hà - 121 - Lê Thanh Trúc - 234 - Đỗ Trần Ngọc Thảo - 323 - Nguyễn Thị Thanh Tâm - 369 - Hồ Thị Yến Nhi - 400 - Lê Minh Anh (§) - 445 - Trần Nguyễn Phương Thy |                            |                    |

§ - Ganadora del Voto Popular

### Premios especiales
| Premio       | Candidata                 |
| ------------ | ------------------------- |
| Miss Áo dài  | - 216 - Trần Thị Bé Quyên |
| Mejor Piel   | - 146 - Trịnh Thùy Linh   |
| Mejor Rostro | - 177 - Hoàng Hương Giang |

## Eventos y retos (Fast-Track)

### Belleza con propósito
La ganadora de Beauty With A Purpose avanza automáticamente al Top 5.
| Posiciones | Candidata |
| Ganadora   | - 122 - Nguyễn Ngọc Mai |
| Top 5      | - 005 - Huỳnh Thị Thanh Thủy - 088 - Đinh Khánh Hòa - 323 - Nguyễn Thị Thanh Tâm - 378 - Phan Phương Oanh |
| Top 18     | - 052 - Trần Lê Mai Chi - 057 - Nguyễn Linh Thu - 081 - Trần Gia Hân - 101 - Phạm Thị Hồng Thắm - 121 - Lê Thanh Trúc - 146 - Trịnh Thùy Linh - 166 - Lê Nguyễn Ngọc Hằng - 177 - Hoàng Hương Giang - 182 - Mai Trang Thảo - 234 - Đỗ Trần Ngọc Thảo - 278 - Nguyễn Thị Phương Nhung - 335 - Nguyễn Ngọc Tường Vi - 426 - Trịnh Mỹ Anh |

### Voto Popular

#### Ronda 1
Avanza automáticamente al Top 35.
| Posiciones | Candidata                                     |
| Ganadora   | - 400 - Lê Minh Anh                           |
| Top 3      | - 010 - Bùi Thảo Linh - 008 - Nguyễn Thúy Trà |

#### Ronda 2
Avanza automáticamente al Top 20.
| Posiciones | Candidata                                          |
| Ganadora   | - 400 - Lê Minh Anh                                |
| Top 3      | - 323 - Nguyễn Thị Thanh Tâm - 010 - Bùi Thảo Linh |

### Belleza de playa
| Posiciones | Candidata                                         |
| Ganadora   | - 378 - Phan Phương Oanh                          |
| Top 3      | - 146 - Trịnh Thùy Linh - 216 - Trần Thị Bé Quyên |

### Multimedia
| Posiciones | Candidata                                                                    |
| Ganadora   | - 323 - Nguyễn Thị Thanh Tâm                                                 |
| Top 3      | - 122 - Nguyễn Ngọc Mai - 278 - Nguyễn Thị Phương Nhung                      |
| Top 6      | - 005 - Huỳnh Thị Thanh Thủy - 088 - Đinh Khánh Hòa - 378 - Phan Phương Oanh |
| Top 7      | - 045 - Nguyễn Thị Hoài Ngọc                                                 |

### Top Model
| Posiciones | Candidata                                   |
| Ganadora   | - 052 - Trần Lê Mai Chi                     |
| Top 3      | - 066 - Phan Thị Sen - 369 - Hồ Thị Yến Nhi |

### Talento
| Posiciones | Candidata                                      |
| Ganadora   | - 166 - Lê Nguyễn Ngọc Hằng                    |
| Top 3      | - 081 - Trần Gia Hân - 177 - Hoàng Hương Giang |

### Deportes
| Posiciones | Candidata |
| Ganadora   | - 005 - Huỳnh Thị Thanh Thủy                                                                                                  |
| Top 3      | - 093 - Nguyễn Phương Anh - 166 - Lê Nguyễn Ngọc Hằng                                                                         |
| Top 8      | - 045 - Nguyễn Thị Hoài Ngọc - 088 - Đinh Khánh Hòa - 119 - Phạm Thị Phương Trinh - 369 - Hồ Thị Yến Nhi - 426 - Trịnh Mỹ Anh |

## Candidatas
35 candidatas compitieron por el título en la noche final.
| N.º | Candidata               | Edad | Altura          | Ciudad natal       |
| --- | ----------------------- | ---- | --------------- | ------------------ |
| 005 | Huỳnh Thị Thanh Thủy    | 20   | 1,76 m (5′ 9″)  | Đà Nẵng            |
| 010 | Bùi Thảo Linh           | 18   | 1,75 m (5′ 9″)  | Thanh Hóa          |
| 045 | Nguyễn Thị Hoài Ngọc    | 21   | 1,72 m (5′ 8″)  | Bắc Giang          |
| 052 | Trần Lê Mai Chi         | 19   | 1,68 m (5′ 6″)  | Thanh Hóa          |
| 057 | Nguyễn Linh Thu         | 23   | 1,71 m (5′ 7″)  | Phú Thọ            |
| 066 | Phan Thị Sen            | 21   | 1,70 m (5′ 7″)  | Lâm Đồng           |
| 081 | Trần Gia Hân            | 18   | 1,72 m (5′ 8″)  | Nam Định           |
| 088 | Đinh Khánh Hòa          | 19   | 1,73 m (5′ 8″)  | Hanoi              |
| 093 | Nguyễn Phương Anh       | 20   | 1,67 m (5′ 6″)  | Haiphong           |
| 101 | Phạm Thị Hồng Thắm      | 19   | 1,72 m (5′ 8″)  | Quảng Ngãi         |
| 106 | Nguyễn Thu Hà           | 19   | 1,73 m (5′ 8″)  | Tuyên Quang        |
| 108 | Lê Thị Hồng Điễm        | 20   | 1,78 m (5′ 10″) | Tiền Giang         |
| 114 | Phạm Giáng My           | 18   | 1,70 m (5′ 7″)  | Ninh Binh          |
| 119 | Phạm Thị Phương Trinh   | 19   | 1,72 m (5′ 8″)  | Quảng Nam          |
| 121 | Lê Thanh Trúc           | 20   | 1,72 m (5′ 8″)  | Bình Định          |
| 122 | Nguyễn Ngọc Mai         | 23   | 1,69 m (5′ 7″)  | Nam Định           |
| 146 | Trịnh Thùy Linh         | 20   | 1,72 m (5′ 8″)  | Thanh Hóa          |
| 166 | Lê Nguyễn Ngọc Hằng     | 19   | 1,73 m (5′ 8″)  | Ciudad Ho Chi Minh |
| 177 | Hoàng Hương Giang       | 19   | 1,73 m (5′ 8″)  | Bắc Giang          |
| 182 | Mai Trang Thảo          | 19   | 1,67 m (5′ 6″)  | Quảng Nam          |
| 215 | Phạm Thị Nhung          | 22   | 1,74 m (5′ 9″)  | Thanh Hóa          |
| 216 | Trần Thị Bé Quyên       | 21   | 1,74 m (5′ 9″)  | Bến Tre            |
| 228 | Nguyễn Hoàng Yến        | 18   | 1,67 m (5′ 6″)  | Hanói              |
| 232 | Bùi Thị Hoàng Yến       | 22   | 1,74 m (5′ 9″)  | Hà Tĩnh            |
| 234 | Đỗ Trần Ngọc Thảo       | 21   | 1,68 m (5′ 6″)  | Ciudad Ho Chi Minh |
| 245 | Nguyễn Lê Nhật Quỳnh    | 19   | 1,76 m (5′ 9″)  | Hanói              |
| 278 | Nguyễn Thị Phương Nhung | 20   | 1,66 m (5′ 5″)  | Vĩnh Phúc          |
| 323 | Nguyễn Thị Thanh Tâm    | 24   | 1,74 m (5′ 9″)  | Thanh Hóa          |
| 335 | Nguyễn Ngọc Tường Vi    | 22   | 1,71 m (5′ 7″)  | Khánh Hòa          |
| 369 | Hồ Thị Yến Nhi          | 19   | 1,79 m (5′ 10″) | Thừa Thiên Huế     |
| 378 | Phan Phương Oanh        | 19   | 1,72 m (5′ 8″)  | Hanói              |
| 400 | Lê Minh Anh             | 18   | 1,70 m (5′ 7″)  | Hanói              |
| 426 | Trịnh Mỹ Anh            | 19   | 1,75 m (5′ 9″)  | Nghệ An            |
| 445 | Trần Nguyễn Phương Thy  | 20   | 1,75 m (5′ 9″)  | Ciudad Ho Chi Minh |
| 462 | Trần Thị Hồng Nhung     | 18   | 1,72 m (5′ 8″)  | Thừa Thiên Huế     |

## Jurado
Los jueces finales de Miss Vietnam 2022 fueron:
- Lê Xuân Sơn - Editor en jefe del periódico Tien Phong[5]
- Trần Hữu Việt - Miembro del comité ejecutivo y jefe del comité de escritores jóvenes de la Asociación de Escritores de Vietnam, jefe del departamento de Cultura y Artes del periódico Nhan Dan[5]
- Nguyễn Xuân Bắc - Actor, director del Teatro Dramático de Vietnam[5]
- Lê Thanh Hòa - Diseñador de moda y estilista[5]
- Nguyễn Thụy Vân - Segunda finalista de Miss Vietnam 2008[5]
- Trần Tiểu Vy - Miss Vietnam 2018[5]
- Lê Nguyễn Bảo Ngọc - Miss Intercontinental 2022[5]